# Mihai Vodă
Mihai Vodă – wieś w Rumunii, w okręgu Giurgiu, w gminie Bolintin-Deal. W 2011 roku liczyła 2067 mieszkańców.